# برسو
برسو (به ایتالیایی: Bresso) یک کومونه در ایتالیا است که در استان میلان واقع شده‌است.

## خصوصیات
برسو ۳٫۳۸ کیلومترمربع مساحت و ۲۵٬۷۶۱ نفر جمعیت دارد.